# Mogobane
Mogobane é uma vila localizada no Distrito do Sudeste em Botswana. Possuía, em 2011, uma população estimada de 2 400 habitantes.